# Krety (plemię ssaków)
Krety (Talpini) – plemię ssaków z podrodziny kretów (Talpinae) w obrębie rodziny  kretowatych (Talpidae).

## Zasięg występowania
Plemię obejmuje gatunki występujące w Eurazji.

## Systematyka
Do plemienia należą następujące występujące współcześnie rodzaje:
- Talpa Linnaeus, 1758 – kret
- Oreoscaptor Kawada, 2016 – jedynym przedstawicielem jest Oreoscaptor mizura (A. Günther, 1880) – azjokret górski
- Mogera Pomel, 1848 – kretowiec
- Euroscaptor G.S. Miller, 1940 – azjokret
- Parascaptor Gill, 1875  – kretowczyk – jedynym przedstawicielem jest Parascaptor leucurus (E. Blyth, 1850) – kretowczyk białoognowy
- Scaptochirus A. Milne-Edwards, 1867 – piżmokret – jedynym żyjącym współcześnie przedstawicielem jest Scaptochirus moschatus A. Milne-Edwards, 1867 – piżmokret krótkolicy

Opisano również rodzaj wymarły:
- Skoczenia Rzebik-Kowalska, 2014 – jedynym przedstawicielem był Skoczenia copernici (Skoczeń, 1980)